# Zastava Jugoslavije
Zastava nekdanje Socialistične federativne republike Jugoslavije je bila sestavljena iz treh panslovanskih barv, od zgoraj navzdol: modra, bela in rdeča; z zlato obrobljeno rdečo peterokrako zvezdo na sredi. Razmerje med širino in dolžino zastave je bilo 1:2.
Zastava je nastala med 2. svetovno vojno tako, da so iz stare jugoslovanske trobojnice odstranili kraljevski grb in ga nadomestili z rdečo peterokrako, simbolom komunizma. Po vojni je zastava dobila dokončno obliko, ko so zvezdo povečali in ji dodali zlato obrobo.
Jugoslovansko zastavo so ob praznikih izobešali skupaj z zastavo ZKJ in posamezno republiško zastavo. Zaradi tega je ponekod v bivši Jugoslaviji še vedno pogosto moč najti drogove za zastave s tremi nosilci.